# 上库尔莫亚尔斯卡亚农村居民点
上库尔莫亚尔斯卡亚农村居民点（俄语：Верхнекурмоярское сельское поселение）是俄罗斯联邦伏尔加格勒州科捷利尼科沃区所属的一个农村居民点。其下辖有1个居民点，行政中心为韦肖雷。据2016年统计，该农村居民点的人口为854人。